# Lac Atikokan
Lac Atikokan är en sjö i Kanada.   Den ligger i regionen Mauricie och provinsen Québec, i den sydöstra delen av landet, 280 km nordost om huvudstaden Ottawa. Lac Atikokan ligger 334 meter över havet.
I omgivningarna runt Lac Atikokan växer i huvudsak blandskog. Trakten runt Lac Atikokan är nära nog obefolkad, med mindre än två invånare per kvadratkilometer.